# Aztecodus
Aztecodus è un genere estinto di pesce cartilagineo vissuto durante il Devoniano. Il suo nome deriva dall'Aztec Siltstone, una formazione geologica di età medio-tardo devoniana situata nella Terra Vittoria meridionale, in Antartide, da cui provengono i suoi fossili. Attualmente comprende una sola specie, Aztecodus harmsenae, dedicata alla sedimentologa Fraka Harmsen.

## Scoperta e classificazione
I resti di Aztecodus sono stati rinvenuti nell'Aztec Siltstone, una formazione nota per la sua fauna fossile di pesci del Devoniano.
Aztecodus è stato attribuito a una famiglia a sè stante, Aztecodontidae, all'interno dell'ordine degli Omalodontiformes, un gruppo di pesci cartilaginei dall'incerta collocazione sistematica. La sua classificazione incerta all'interno dei Chondrichthyes è basata principalmente sulla morfologia dei suoi denti, che presentano caratteristiche uniche rispetto ad altri squali primitivi.
Alcuni studiosi ipotizzano che Anareodus statei possa essere un sinonimo più recente di Aztecodus harmsenae, ma ulteriori studi sono necessari per confermare questa ipotesi.

## Morfologia e dentatura
La caratteristica più distintiva di Aztecodus è la sua dentatura, con denti larghi e cuspidi divergenti separate da un margine seghettato. Questa struttura suggerisce un adattamento per la frantumazione di prede dal corpo duro, come piccoli artropodi e molluschi, differenziandolo da altri squali devoniani con denti più semplici.

## Paleoecologia
Aztecodus viveva probabilmente in ambienti marini poco profondi, ricchi di organismi bentonici. La sua dentizione indica che potrebbe essere stato un predatore bentonico o un opportunista, nutrendosi di prede corazzate. Tuttavia, l’assenza di fossili completi rende difficile ricostruire con precisione il suo aspetto e comportamento.

## Importanza paleontologica
Il ritrovamento di Aztecodus in Antartide fornisce informazioni preziose sull’evoluzione dei condritti nel Devoniano. Il suo studio aiuta a comprendere meglio la diversificazione ecologica degli squali primitivi e l’adattamento a diverse nicchie trofiche. La possibile sinonimia con Anareodus statei evidenzia la necessità di ulteriori ricerche per chiarire la reale diversità degli squali devoniani dell’Antartide.